# Isolde Beidler

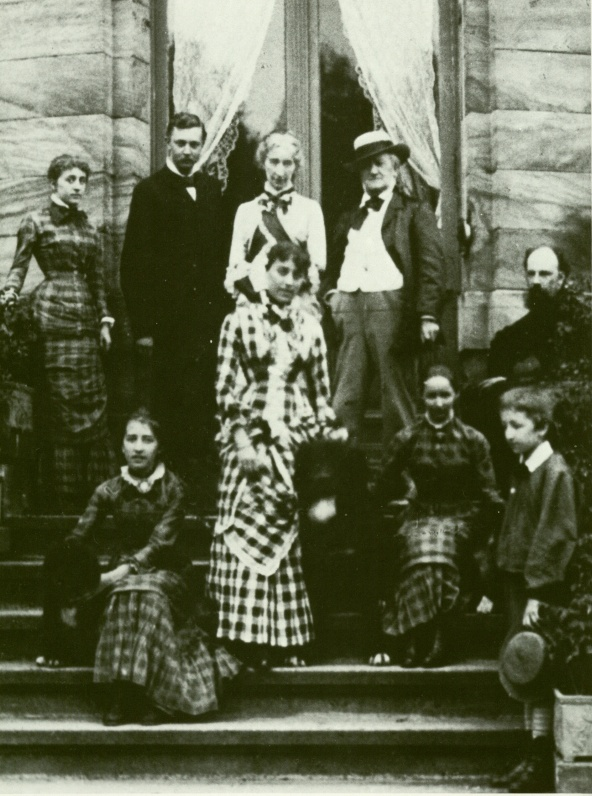
Richard Wagners familj, augusti 1881, uppifrån från vänster: Blandine, Heinrich von Stein (Siegfrieds lärare), Cosima, Richard, konstnären Paul von Joukowsky nederst: Isolde, Daniela, Eva, Siegfried

Isolde Josefa Ludovika Beidler, född 10 april 1865 i München, död 7 februari 1919 i London, var det första barnet till kompositören Richard Wagner och hans hustru, som är allmänt känd som Cosima Wagner (även om de två gifte sig först 1870).
Isolde själv gifte sig med den schweiziskfödde dirigenten Franz Beidler (1872–1930) och var mor till författaren Franz Wilhelm Beidler (1901–1981), som vid hans födelse firades som "Richard Wagners första barnbarn".

## Biografi

### Ungdomsår
Isolde Josefa Ludovika von Bülow föddes i München drygt nio månader efter att hennes föräldrar Richard Wagner och Cosima von Bülow hade tillbringat en kärleksvecka ensamma tillsammans i ett hus vid sjön Starnbergs strand, söder om München och norr om Garmisch. Båda hennes föräldrar var musikkändisar: barnets utomäktenskaplighet riskerade att bli skandal och leda till yrkesmässiga, sociala och ekonomiska svårigheter. Cosimas make Hans von Bülow, som var mycket imponerad av Wagners musikaliska begåvning, erkände barnet som sitt eget, och hon började sitt liv som Isolde von Bülow. (Hans von Bülow lär ha sagt att "om det hade varit någon annan än Wagner, skulle jag ha skjutit honom".) När von Bülow dog 1894 blev Isolde en av hans lagligen erkända arvingar, tillsammans med två äldre halvsystrar som i själva verket var döttrar till Hans von Bülow och Cosima Wagner: detta skulle bidra till familjesplittringar.
Enligt åtminstone en källa var Isolde under sin barndom sin mors favoritdotter. Till sin far Richard ritade hon de 65 "rosenbusksbilderna" med scener ur hans liv på hans 67-årsdag. När hon växte upp var hon dock i stånd att behandla sina många beundrare med bitskhet. Hon brukade tilltala den brinnande "wagneriten" Houston Stewart Chamberlain (som i ärlighetens namn var gift med en annan när han började visa intresse för Isolde) helt enkelt som "Glotzauge" (glosögonen). Chamberlain anslöt sig senare till familjen och gifte sig med Isoldes syster Eva: i de dynastiska gräl som var ett kännetecken för Wagners familjeliv under 1900-talets första decennier var han en av dem som ledde den fraktion som försökte isolera Isolde från de andra.

### Äktenskap
Den 20 december 1900 gifte sig den 35-åriga Isolde med den 28-årige schweiziske dirigenten Franz Beidler. Beidler hade anlänt till Bayreuth 1896 för att ta en tjänst som assisterande musikdirektör vid Bayreuth Festspielhaus, och liksom sin nyblivna hustru var han enligt källor kapabel till en enastående taktlöshet. Paret bosatte sig (som hyresgäster) på Schloss Colmdorf nära Bayreuth, där Beidler inrättade en privat voljär med mer än 100 exotiska fåglar som han hade samlat i Ryssland. Wagners änka Cosima var inte imponerad. Parets ambitiösa livsstil matchades inte av Beidlers inkomster som ung dirigent verksam i Bayreuth och Moskva. Men under Cosima Wagners skickliga ledning hade de pengar som familjen hade ärvt efter Richard Wagner blivit sagolikt förmöget, och Isolde fortsatte att få ett ekonomiskt bidrag från sin mor, vilket höll på att bli en av flera faktorer som gav upphov till spänningar mellan generationerna.

### Friktioner med familjen

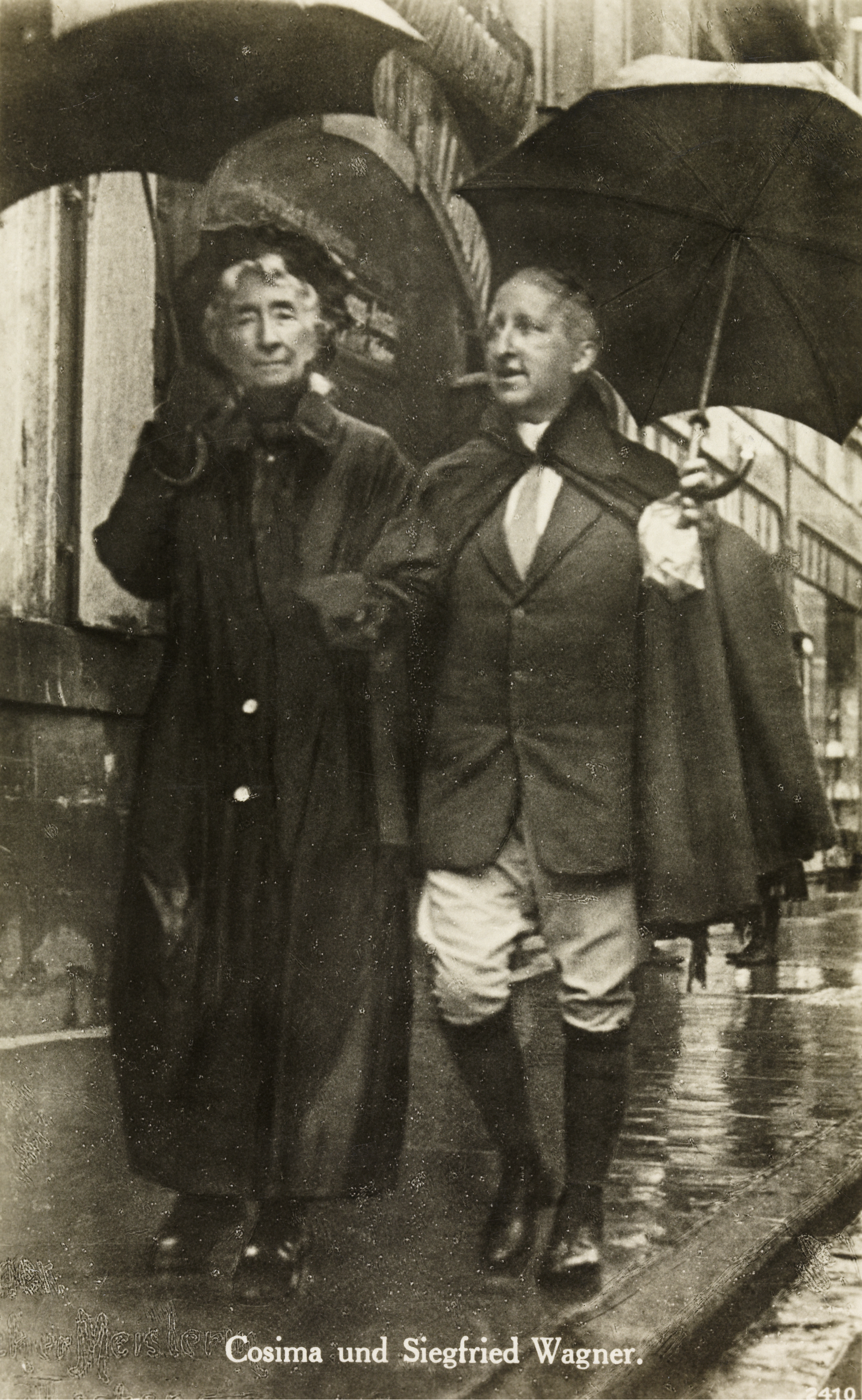
Isoldes mor Cosima Wagner och bror Siegfried Wagner på promenad i Bayreuth 1929.

Den 16 oktober 1901 födde Isolde sonen Franz Wilhelm Beidler, Richard Wagners första (och fram till 1917 enda) barnbarn, och tecken på familjeharmoni visade sig för en kort stund. "Jag tror inte att man kan föreställa sig en vackrare eller mer kärleksfull mamma", sa mormodern till en vän, "... Hon vägrar att skiljas från barnet, matar det själv och säger att hon inte kan beskriva den glädje hon känner när barnet tar hennes bröst i munnen". Mellan 1902 och 1905 bodde paret i Moskva och S:t Petersburg där Beidler innehade en tjänst som kejserlig musikdirektör. Efter att de återvänt till Colmdorf bröts förhållandet mellan Isoldes make och hennes mor, som skrev ett brev till Beidler den 11 augusti 1906 och försäkrade honom att om Isolde bad henne om råd i frågan skulle hon råda sin dotter att omedelbart skilja sig från honom. Det var vanhedrande för en man "att leva på sin hustrus pengar och inte göra någonting, och att låta sina skulder betalas av andra, mot vilka han beter sig som du beter dig mot oss". Isolde försökte medla med sin mor å makens vägnar, men det verkade som om familjen Beidler vid det laget alltmer började ses som främlingar av resten av familjen. Det hjälpte inte att Siegfried Wagner bara var ett par år äldre än Beidler och hade blivit benägen att se sin svåger som en potentiell rival om dirigentpulten vid Bayreuth Festspielhaus, där Siegfried 1908 tog över den konstnärliga ledningen efter sin mor. Franz Beidler hade återvänt från Ryssland för att dirigera Nibelungens ring 1904, men Parsifal 1906 visade sig bli hans sista framträdande som dirigent i Bayreuth. I det arga brev som Cosima skickade till Beidler i augusti 1906 delade hon med sig av sin åsikt att han hade "visat sig oförmögen" när det gällde båda produktionerna.
Franz Beidler inledde en affär med en ung sångerska vid namn Emmy Zimmermann 1910. Detta fick olika konsekvenser, bland annat föddes ett barn som de kallade Senta Eva Elisabeth den 22 maj 1912. En separation mellan Isolde och hennes man hade funnits på moderns agenda åtminstone sedan 1906, men Isolde stod bestämt vid Franz sida "eftersom han är min man och jag har ett barn med honom", som hon skrev till sin halvsyster Daniela. Franz och Isolde Beidler flyttade från Colmdorf till München 1912 och installerade sig i en stor lägenhet på tredje våningen på Prinzregentenplatz. Isolde uppbar fortfarande en betydande del av familjen Wagners inkomster, tillsammans med ersättning från Wagners dödsbo för vissa ytterligare engångsutgifter, såsom deras flyttkostnader 1912. Andra källor uppger att flyttkostnaderna finansierades av en sympatisk vän till familjen vid namn Adolf von Groß. Det finns antydningar om att Beidlers hoppades att flytten till München skulle göra det möjligt för dem att distansera sig från den allt giftigare familjepolitik som bedrevs av Wagner-klanen, med centrum i Bayreuth. Tvisterna om arv blev allt bittrare. År 1912 diagnostiserades Isolde med en allvarlig lungskada, vilket verkar ha varit ett symptom på den tuberkulos som slutligen skulle döda henne.

### Juridiska dispyter
Wagnerfamiljens ekonomi fick sig en törn 1913 när upphovsrätten till kompositörens verk löpte ut. Siegfried sänkte det årliga "frivilliga bidraget" till hans syster till 8 000 mark. Isoldes hot visade sig vara improduktiva, så hon inledde ett arvsmål i Bayreuths tingsrätt mot sin mor. Familjen reagerade med att förneka att Richard Wagner var Isoldes far. Tekniken var inte tillgänglig vid den tiden för att avgöra denna fråga bortom rimligt tvivel, så det avgörande beviset blev Cosimas minne. Rättegången mot Frau Isolde Beidler gegen Frau Dr. Cosima Wagner inleddes den 6 mars 1914 och avslutades den 19 juni samma år, då domstolen avvisade käranden. Källor antyder att det skulle ha varit anmärkningsvärt för en bayersk domstol att döma mot den mäktiga Wagner-klanen. Isoldes advokat hade därför gjort vissa försök att värva den allmänna opinionen till stöd för sin klients sida, vilket fick till följd att den ömsesidiga bitterheten mellan parterna ökade. Cosima och hennes son Siegfried utsattes verkligen för vilda rubriker; och vissa publikationer var till och med nära att bryta ett allmänt respekterat tabu genom att publicera mycket breda antydningar om Siegfrieds homosexualitet. Inget av detta förändrade dock utgången i rätten. Isolde erkändes nu uttryckligen inte som dotter till Rikard Wagner. Hon tvingades betala de avsevärda rättegångskostnader som båda sidor åsamkats, och blev alltmer bitter på sin familj. Undantaget var hennes halvsyster Daniela, som hon höll kontakt med. Isolde förblev gift med Franz, även om antalet utomäktenskapliga barn ökade till tre, med två olika mödrar. Publicitetsstormen avbröts av mordet på ärkehertig Franz Ferdinand i Sarajevo. Till slut lyckades Siegfried Wagner hitta en hustru, som av vissa avfärdande men träffande beskrevs som "en engelsk föräldralös". Siegfrieds äktenskap med Winifred Williams och Wieland Wagners födelse 1917 innebar dock att Franz Wilhelm Beidler inte längre var Richard Wagners enda barnbarn (om man bortser från tvisten om Isoldes faderskap).

### Död
De lungskador som läkarna hade diagnostiserat som tuberkulos botades aldrig, och Isolde Beidler blev ännu sjukare i München. Hon fick behandling på ett vårdhem i Garmisch-Partenkirchen där sjukdomen illavarslande nog diagnostiserades i båda lungorna. Patientanteckningar från kliniken i Partenkirchen tyder starkt på att Beidler var mycket osamarbetsvillig i sin behandling. När läkaren instruerade henne att ligga ner under långa perioder insisterade hon på att "göra något mycket förhastat som att göra långa utflykter i dåligt väder, dricka stora mängder alkohol etc". Det var kanske en återspegling av i vilken utsträckning vetskapen om Wagners familjefejd hade blivit allmän egendom att anteckningarna också nämnde att patientens "synnerligen obehagliga husliga arrangemang... [var] ... som har en mycket störande effekt på hela hennes behandling ... ofta framkallar den allvarligaste agitationen". I stället för att stanna kvar på sanatoriet tills hennes tillfrisknande hade verkat, skrev hon periodvis ut sig själv och återvände till München. Senare flyttade hon några månader till Davos, innan hon flyttade vidare igen för att bo hos Daniela vid Gardasjöns strand och slutligen ta sig tillbaka till München i juni 1918 när hon kände att slutet närmade sig.
Isolde Beidler avled i sin lägenhet på Prinzregentenplatz mitt på eftermiddagen den 7 februari 1919 efter en lång period av intensivt plågsam sjukdom. Hennes familj representerades vid begravningen tre dagar senare endast av hennes make, hennes son och hennes halvsyster Daniela. Hennes mor fick beskedet om hennes död, som svar på en flyktig förfrågan, först 1929.

## Faderskapet
Richard Wagners faderskap är erkänt i dag. I arvsrättegången mot sin mor (Beidler-rättegången) kunde Isolde inte bevisa att hon härstammade från Richard Wagner. Cosima förnekade Wagners faderskap i skrift mot sitt bättre vetande. Hennes uttalande är en konsekvens av hennes motsvarande uttalande till kung Ludvig II av Bayern. Isolde skrevs in i dopboken som legitim dotter till Hans och Cosima von Bülow, Richard Wagner var dopvittne. Till skillnad från sin syster Daniela tilltalade Isolde inte Hans von Bülow som far, utan som herr Bülow. Till skillnad från Blandine och Daniela skickades hon inte till någon internatskola, utan utbildades av privatlärare tillsammans med Eva och Siegfried.